# Maria Bach
Maria Bach o Emilie Marie Baroness von Bach (Viena, 1896 - 1978) va ser una pianista, violinista, compositora i artista austríaca.

## Biografia

### Formació

#### Infantesa
Maria Bach va néixer a Viena, Àustria, l'11 de març de 1896. Els seus pares van ser Robert Bonaventura Michael Wenzel von Bach i Eleonore Josepha Maria Theresia Auguste Bach. El 1897 van anar a viure al castell de Leesdorf a Baden, Àustria. El seu pare, Robert, era advocat, pintor i violinista. La seva mare, Eleonore, era cantant i compositora, i va treballar amb Gustav Mahler i Johannes Brahms. Maria Bach tenia dues germanes grans, Theresa i Katharina, i una germana petita, Henriette. Theresa escrivia poesia, que formaria part de la música composta per Maria. La germana petita, Henriette, també es va dedicar a la música, i era intèrpret de violoncel. Maria feu classes de piano a la Musikschule Grimm a Baden, Àustria, i als catorze anys també començà classes de violí amb Arnold Rosé.

#### Primeres obres
Maria Bach va començar a rebre classes privades de piano a l'edat de cinc anys per un membre de la facultat de la Grimm School of Music. A l'edat de 10 anys feu el seu primer recital de piano, amb molt d'èxit. Més tard va rebre classes de Paul De Conne al 1912. A la vegada, va començar també classes de violí amb Jaroslav Suchy, de l'Òpera de Viena. Va interpretar el segon violí i la viola en el conjunt de cordes de casa del seu pare. Els pares de Bach van exigir tant a Maria com a la seva germana, Henriette, que assagessin moltes hores de manera individual. Ambdues solien fer sessions de tres hores de lectura musical per aprendre música clàssica i romàntica de cambra. Al 1914, començà a compondre el seu primer preludi, i el va continuar amb cançons i altres peces de piano. Els diumenges, a Maria i Henriette se'ls permetia actuar en vetllades de la seva família, en què la música l'executava la família Bach. Al 1917, Bach va compondre Flohtanz (La dansa de la puça). En Flohtanz l'animat piano té una durada d'aproximadament tres minuts.

#### Educació
Maria Bach començà estudiant composició a l'Acadèmia de Música dea Viena amb Joseph Marx al 1919. Sota la tutela de Marx, Bach va escriure fugues de quatre parts, breus partitures de piano, i analitzà la música de Chopin, Debussy i Stravinsky. Marx ajudaria més tard al desenvolupament personal de l'estil propi de Bach, utilitzant variacions de ritmes i sonoritats. Va debutar com a compositora al 1921 amb Narrenlieder für Tenor und Orchester, un cicle de cançons que més tard fou imprès per Schott a Viena.

### Maduresa

#### Acadèmia de Música de Viena
Amb Joseph Marx, analitzà la música de Frédéric Chopin, Claude Debussy i Ígor Stravinski. Mentre estudiava amb Marx, Bach es va especialitzar a escriure fugues i petites peces per a piano. T

#### 2a Guerra Mundial
Durant la guerra, el Partit Nazi va establir la censura musical a Àustria. Per la preferència cap a la música clàssica, que es considerava conservadora i tradicional, els compositors "moderns" no tenien permès actuar. Tot i així, la música de Maria Bach es considerava correcta segons els estàndards nazis, cosa que va fer que es pogués interpretar.

#### Relacions
Durant la dècada del 1920, Bach va mantenir una relació amb Ivan Boutnikoff, un compositor i director rus. Boutnikoff es va convertir més tard en el seu mentor en direcció i orquestració. Maria Bach va conèixer el pintor italià Arturo Ciacelli el 1940, i se'n va anar a Itàlia amb ell, on es va interessar per la pintura. Allà es van començar a exposar les seves obres, que van acabar sent gairebé més famoses que les seves composicions. El 7 d'octubre de 1952, Bach s'hi va casar. Ciacelli va morir al 1966. Durant el seu temps junts, Bach va pintar sobretot paisatges, principalment d'Itàlia.

#### Crítiques
- "Aquesta noia té un gran do. Certament, brilla. Però no sap cap a on dirigir-se! L'habilitat i la immaduresa coexisteixen. S'imagina a si mateixa sent Stravinsky...; pot arribar a ser qualsevol cosa, fins i tot una bona compositora!", Neue Freie Presse (19-02-1930).
- "La quantitat de dones compositores de categoria és escassa. En totes les disciplines artístiques les dones han aconseguit una certa igualtat amb els homes; però la música segueix sent un terreny prohibit per a elles. Amb unes poques excepcions. I Maria Bach n'és una.", Neuigkeits-Welt-Blatt (23-03-1930).

#### Premis
Bach va rebre una medalla d'or per les seves composicions el 1962 al Buenos Aires International Composers' Competition, i el títol de professora el 1976.

#### Mort
Maria Bach va morir el 26 de febrer de 1978, per una possible inhalació d'una fuga de gas del forn del seu apartament a Viena. Les partitures originals de les seves obres es troben a la City Hall Library de Viena.

## Obres
Ordenades alfabèticament:
- 1926 Abend (Vespre)
- 1919 Abendläuten (Campanes del vespre)
- 1939 Abends (Al vespre)
- 1977 Abends (Al vespre)
- 1926 Abschied (Adeu)
- 1949 Acht Orchesterlieder (Vuit cançons amb orquestra)
- 1919 Allein (Sol)
- 1946 Allerseelen (Totes les ànimes)
- 1963 Altdeutsche Marienlieder (Antic lieder alemany de Marien)
- 1949 Altes Kirchenlied (Antic himne)
- 1952 Altgriechisches Volkslied (Cançó popular grega antiga)
- 1972 Alt-Wien versaubert (Encants de l'antiga Viena)
- 1929 Am Feuer (En ratxa)
- 1940 Am Klavier (Al piano)
- 1952 Andacht (Reverència)
- 1949 An den Gekreuzigten (En el crucificat)
- 1969 An den Mond (A la lluna)
- 1940 An Novalis (A Novalis)
- 1931 Arabische Nächte (Nits àrabs)
- 1977 Auf Bergeshöh (A Bergeshöh)
- 1945 Auf der Wiese (Sobre l'herba)
- 1959 Auf Wegen Erlebt (Experiència en camins)
- 1941 Ayacucho-Perou (Ayacucho, Perú)
- 1935 Ballettsuite in vier Bildern (Suite de ballet en quatre actes)
- 1951 Begegnung/Erfüllung (Trobada/Performance)
- 1916 Bei dir ist es traut (Amb tu és agosarat)
- 1939 Bei Sonnenuntergang (A l'ocàs)
- 1928 Bel St. Heinrich (A St. Heinrich)
- 1937 Bengele (Bengele)
- 1943 Bengele - Tänze (Danses de Bengele)
- 1952 Bergkirchlein (Petita església de muntanya)
- 1967 Besinnlichekeit (Contemplació)
- 1918 Besinnlichkeit (Contemplació)
- 1926 Bild (Imatge)
- 1957 Bildstock (Santuari del camí)
- 1964 Blick in den Strom (Mira el rierol)
- 1958 Blumentreppe (Escala de flors)
- 1974 Böse Verzauberung (Encant del mal)
- 1918 Choralvorspiel (Preludi coral)
- 1957 Chorlied für 'Frl. Julie' (Cançó coral per a “Miss Julie”)
- 1925 Darum (Per tant)
- 1976 Das alte Haus in der Singerstraße (L'antiga casa del carrer del cant)
- 1968 Das andere Gesicht (L'altra cara)
- 1939 Das Einrücken (El compromís)
- 1940 Das Hirschlein (El petit cérvol)
- 1955 Das Karussel (El carrusel)
- 1950 Das Marienleben (La vida de Maria)
- 1939 Das Paradies (El paradís)
- 1977 Deine Augen (Els teus ulls)
- 1960 Der Abend hüllt sich in Nebel (El vespre emboirat)
- 1919 Der Barbarazweig (La branca bàrbara)
- 1968 Der Dreiklang (La tríada)
- 1952 Der Neuglierige (El novell)
- 1927 Der rote Stein (La pedra vermella)
- 1945 Der rote Stein (La pedra vermella)
- 1925 Der schlafend Wind (El vent adormit)
- 1925 Der tapfere Schneider (El sastre valent)
- 1928 Der Wanderer kniet (El caminant s'agenolla)
- 1973 Dialogue (Diàleg)
- 1940 Die Blume (La flor)
- 1974 Die Braut-Die Still (La núvia-Silenci)
- 1945 Die einsame Feurerlillie (El lliri de foc solitari)
- 1968 Die goldene Regel (La regla d'or)
- 1949 Die gute Tat (La bona acció)
- 1925 Die Mühle (El molíl)
- 1926 Die Mutter (La mare)
- 1962 Die Schwester (La germana)
- 1967 Die weiße Taube (La coloma blanca)
- 1930 Drei frühe Klavierstücke (Tres primeres peces per a piano)
- 1977 Drei japanische Lieder (Tres cançons japoneses)
- 1940 Drei Lieder nach K. Wache (Tres cançons de K. Guard)
- 1951 Drei Lieder nach Texten von F Nietzche (Tres cançons amb texts de Nietzsche)
- 1957 Drei Lieder nach Texten von F. Th. Csokor (Tres cançons amb texts de F. Th. Csokor)
- 1967 Drei Lieder nach Texten von Friedrich Niezche (Tres cançons amb texts de Friedrich Niezche)
- 1963 Drei Lieder nach Texten von H. Strauss-Guttmann (Tres cançons amb texts de H. Strauss-Guttmann)
- 1955 Drei Negro Spirituals (Tres espirituals negres)
- 1931 Drei Orchesterlieder (Tres cançons orquestrals)
- 1932 Drei Ritornelle (Hebräische Gesänge) (Tres ritornels) (cants hebreus)
- 1956 Drei Stücke zum Tode Mariä (Tres peces a la mort de Maria)
- 1925 Du gehst mit (Vens amb mi)
- 1926 Ebbe (Reflux)
- 1939 Ein Birukhuhn (Un gall negre)
- 1959 Einsame Weihnacht (Nadal solitari)
- 1967 Ein Stückerl Alt-Wien (Una petita peça de l'antiga Viena)
- 1917 Erinnerung (Memòria)
- 1918 Erhebung (Elevació)
- 1845 Erwartung (Expectació)
- 1940 Erwartung (Expectació)
- 1929 Es ist der Mond (És la lluna)
- 1926 Fahlgrauer Himmel (Cel gris pàl·lid)
- 1917 Flohtanz (Ball de puces)
- 1926 Fremd ist was deine Lippen sagen (Estranger diuen els teus llavis)
- 1952 Freude (Plaer)
- 1959 Frisch geschnittene Wiesen (Prats segats)
- 1919 Fromm (Religiosa)
- 1950 Frost (Gelades)
- 1917 Frühherbst (Principis de tardor)
- 1925 Frühlingsnacht (Nit de primavera)
- 1959 Fünf Lieder nach Texten von A. Laube (Cinc cançons sobre A. Laube)
- 1937 Fünf Lieder nach Texten von Guido Zernatto (Cinc cançons sobre Guido Zernatto)
- 1957 Fünf Lieder nach Texten von F. Th. Csokor (Cinc cançons sobre F. Th. Csokor)
- 1958 Fünf Lieder nach Texten von H. Hesse (Cinc cançons de texts de Hermann Hesse)
- 1953 Fünf romanische Volkslieder (Cinc cançons populars romaneses)
- 1939 Fünf Sonette (Cinc sonets)
- 1953 Gedenken (Memòria)
- 1919 Geh’ nicht (No hi vagis)
- 1969 Geld (Diners)
- 1941 Giacona und Tanz (Giacona i ball)
- 1965 Griechisches Volkslied (Cançó popular grega)
- 1967 Heart to Heart (Cor a cor)
- 1932 Heimweh (Nostàlgia)
- 1919 Helle Nacht (Nit lluminosa)
- 1955 Hirtenlied (Cançó de pastor)
- 1949 Höllenlied (Cançó de l'infern)
- 1949 Hymn (Himne)
- 1959 Ich gab dir einen Namen (T'he posat un nom)
- 1925 Ich liebe vergessene Flurmadonnen (Estimo les marededeus oblidades)
- 1932 Ich stieg in einen Hain (Vaig entrar en un bosc)
- 1919 Ich werde längst gestorben sein (Em moriré quan passi el temps)
- 1927 Im Dunkel (En la foscor)
- 1925 Im Frühling oder im Träume (A la primavera, o en somnis)
- 1944 Im Grase (A l'herba)
- 1944 Im Park (Al parc)
- 1948 Im Park (Al parc)
- 1963 Impressionen Italiener (Impressions d'Itàlia)
- 1962 Impressionen Romane (Impressions de Roma)
- 1954 Im Reiche des Lichts (Al regne de la llum)
- 1948 Im Walde (Al bosc)
- 1930 Japanischer Frühling (Primavera japonesa)
- 1917 Jasminenstrauch (Gesmiler)
- 1928 Junges Volk (Gent jove)
- 1952 Karelisches Hirtenlied (Cançó de pastor de Carèlia)
- 1919 Klage (Acció)
- 1932 Klagegebet (Plany)
- 1930 Klavierquartett (Quartet de piano)
- 1940 Kleine Veronika (Petita Veronika)
- 1966 Krähenlied (Cant de corb)
- 1967 La Chute (La caiguda)
- 1965 Lärm (Soroll)
- 1975 La Tranche Sur Mer (El tros de mar)
- 1956 Licht (Llum)
- 1940 Liebe (Amor)
- 1925 Liebesgedicht (Poema d'amor)
- 1956 Liebesruh (Liebesruh)
- 1949 Lied vom Meer (Cançó de la mar)
- 1967 Marxa fúnebre
- 1968 Marxa fúnebre
- 1948 März (Març)
- 1950 Meiner toten Mutter (Ma mare morta)
- 1972 Meine tobenden Sinne löst ein Traum (El meu sentit furiós resol un somni)
- 1919 Mein Glück (La meva sort)
- 1926 Mittag (Migdia)
- 1947 Mode (Moda)
- 1918 Mondaufgang (Eixida de la lluna)
- 1919 Morgengruß (Salutació matinal)
- 1972 Morgenrot (Alba)
- 1926 Nachtbild (Imatge de nit)
- 1953 Napoli (Nàpols)
- 1921 Narrenlieder (Cançó dels ximples)
- 1926 Negroid (Negroide)
- 1929 Oliven in Silber (Olives de plata)
- 1918 Orakel (Oracle)
- 1920 Orgelfantasie und Fuge (Fantasia d'orgue i fuga)
- 1929 Prelude and Fugue (Preludi i fuga)
- 1920 Prelude and Fugue II (Preludi i fuga II)
- 1925 Prelude (Preludi)
- 1915 Prelude I (Preludi I)
- 1917 Prelude II (Preludi II)
- 1919 Preludium und Fuge (Preludi fuga)
- 1940 Rabenballade (Balada del corb)
- 1920 Reverie (Somni)
- 1918 Ruhe (Tranquil)
- 1953 Santa Maria della Salute (Santa Maria de la Salut)
- 1940 Schildkrötentier (Tortuga)
- 1940 Schlaflied (Cançó de bressol)
- 1950 Schlaflied (Cançó de bressol)
- 1942 Schlummerlied (Cançó de bressol)
- 1940 Schottisches Lied (Cançó escocesa)
- 1966 Schwermut (Malenconia)
- 1939 Schwüle Nacht (Nit apagada)
- 1944 Sechs altdeutsche Marienlieder (Sis antigues cançons alemanyes marianes)
- 1928 Sechs Liedder Nach Texten von Christian Morgenstern (Sis cançons de texts de Christian Morgenstern)
- 1959 Sechs Liedder Nach Texten von Christian Morgenstern (Sis cançons de texts de Christian Morgenstern)
- 1944 Seguidilla, Siren Tanz (Seguidilla, ball de la sirena)
- 1932 Sieben altjapanische Lieder (Set antigues cançons japoneses)
- 1938 Sillhouetten (Siluetes)
- 1937 Silhouetten (Siluetes)
- 1920 Skizzen zu einer 4-stimmigen Fuge (Esbossos per a una fuga en quatre parts)
- 1925 Sommerallein (Sol d'estiu)
- 1922 Sonate für Violoncello (Sonata per a violocel)
- 1922 Sonate für Violoncello und Klavier (Sonata per a violocel i piano)
- 1944 Sommerwiese (Prat d'estiu)
- 1925 Spätsommer (Finals d'estiu)
- 1939 Stratosfera (Estratosfera)
- 1935 Streichquartett Nr.1 (Quartet de corda núm. 1)
- 1942 Streichquartett Nr.2 (Quartet de corda núm. 2)
- 1936 Streichquartett (Quartet de corda)
- 1948 Tänze (Danses)
- 1956 Thema und Variationene (Tema i variacions)
- 1918 Tief ist der Abgrund (L'abisme és profund)
- 1977 Toccato (Tocat)
- 1918 Tod (Mort)
- 1968 Trennung und Wiederkehr (Separació i retorn)
- 1939 Trunk’ne Nacht (Nit d'embriaguesa)
- 1918 Über ein Grab hin (Dins una tomba)
- 1968 Und ich trug die Seligkeit (I vaig portar la felicitat)
- 1946 Unkenlied (Cançó del gripau)
- 1965 Unter Feinden (Entre enemics)
- 1920 Variationene 4-16 (Variacions 4-16)
- 1918 Verhängnis (Perdició)
- 1959 Verklungen längst die Lieder (Fa temps que les cançons s'han esvaït)
- 1927 Verlassenheit (Abandó)
- 1938 Via mystica (Via mística)
- 1941 Vier Lieder des Hafis (Quatre cançons d'Hafis)
- 1926 Wenn wie ein leises Flügelbreiten (Com un silenci s'estenen les ales)
- 1940 Wie damais (Com llavors)
- 1941 Wie damais (Com llavors)
- 1953 Wiegenlied (Cançó de bressol)
- 1917 Wiegenlied (Cançó de bressol)
- 1951 Wienlied (Cançó de bressol)
- 1952 Wie schön bist du mein Wien (Que bonica ets, Viena meva)
- 1952 Wild Myrtle (Murta salvatge)
- 1940 Wildenten (Ànecs salvatges)
- 1927 Will dir den Frühling zeigen (Vull ensenyar-vos la primavera)
- 1946 Winterlicher Garten (Jardí d'hivern)
- 1925 Wir saßen beide in Gedanken (Ens vam asseure a pensar)
- 1925 Wir wandein Gott entgegen (Caminem cap a déu)
- 1927 Wolgaquintett (Quintet del Volga)
- 1926 Wunde Liebe (Ferida d'amor)
- 1953 Wunden (Ferides)
- 1948 Zwei Fenster (Dues finestres)
- 1957 Zyklus Wiener Veduten (Cicle vienès de Veduten)